# Patrick Geryl
Patrick Geryl (ur. 3 stycznia 1955) – belgijski pisarz, astrofizyk-amator oraz autor kontrowersyjnej hipotezy wpływu Słońca na zamianę biegunów magnetycznych Ziemi. Na osobistej stronie internetowej Geryl poinformował, że jest autorem dziewięciu książek napisanych w języku niderlandzkim, które zostały przetłumaczone i opublikowane m.in. w USA i Polsce, stając się jakoby bestsellerami w Polsce.

## Elementy biograficzne
Geryl astronomią interesował się już w dzieciństwie; nie ma on jednak w tej dziedzinie żadnego formalnego wykształcenia. Pierwszą jego książkę A new Space-Time Dimension opublikowano w 1979. Geryl twierdzi, że „udowodnił niesłuszność teorii względności” w swej pierwszej książce. Konkretnie uważa, że teoria Einsteina musi zostać dopasowana – nie zgadza się z założeniem Einsteina, że człowiek nie wie, czy znajduje się w ruchu czy nie. Jego tezy nie odbiły się żadnym echem w świecie naukowym.
Od roku 2009 Patrick Geryl zajmował się organizowaniem przeżycia kataklizmu przez grupę ludzi, tzw. 2012 Survival and Revival Group, którzy schronią się wysoko w górach na terenie Afryki, w specjalnie wybudowanych bunkrach wraz z rocznym zapasem wody i żywności, ziarnami zbóż, ryżu, ziemniaków i warzyw oraz przedmiotami niezbędnymi do odbudowania ludzkiej wiedzy i cywilizacji. Według Geryla jedynie miejsca położone powyżej 2500 m n.p.m. na kontynencie afrykańskim lub w Papui-Nowej Gwinei, z dala od wulkanów, dają ludziom możliwość ocalenia. Ze względów logistycznych grupa szukająca schronienia nie może być liczniejsza niż 5000 osób. Europa i Ameryka Północna nie nadają się do zorganizowania miejsca schronienia przed katastrofą, albowiem podczas trzęsień ziemi, które zdaniem Geryla obejmą całą kulę ziemską, dojdzie do zniszczenia elektrowni atomowych i uwolnienia materiałów radioaktywnych, które na wiele lat skażą środowisko naturalne. Podaje także cenę uchronienia się przed kataklizmem, która wynosi przynajmniej 5000 euro, ale kwotę 10 000 euro uważa za bardziej odpowiednią. W związku z popularnością książek Patricka Geryla w Polsce, sceptycznie nastawieni czytelnicy przypominają, że już nie raz byliśmy straszeni końcem świata z powodu konstelacji gwiazd, np. miał on nastąpić w 1975, 1984, 1999, 2000, a ostatnio w 2012 roku. Sceptycy przypominają, że do tej pory żadna z tych przepowiedni nie spełniła się.

## Hipoteza Patricka Geryla
Patrick Geryl twierdzi, że udało mu się odczytać, a następnie dalej samemu rozwinąć część kodeksu drezdeńskiego Majów, która jego zdaniem opisuje teorię o zachowaniu pól magnetycznych Słońca w stosunku do Ziemi, czyli tzw. cykl plam słonecznych. Na tej podstawie Patrick Geryl doszedł do wniosku, że w 2012 roku, pomiędzy 19 a 21 grudnia, miał nastąpić potężny wybuch słoneczny, który w ciągu kilku godzin miał dosięgnąć ziemskiego pola magnetycznego, powodując powstanie wokół naszej planety chmury plazmy, i odwrócenie jądra ziemskiego, które ma właściwości magnetyczne; w wyniku tego Ziemia miałaby w ciągu jednego dnia zacząć obracać się w przeciwnym kierunku („Słońce będzie wschodzić na zachodzie”). Powołuje się przy tym na własne badania i obliczenia oraz na przepowiednie Majów i starożytnych Egipcjan, których istnienie nie zostało jednak potwierdzone przez innych naukowców.

## Krytyka hipotezy Geryla
Nie ma żadnych dowodów, że Słońce posiada długi cykl magnetyczny (cykl przebiegunowania Słońca wynosi 22 lata, co 11 lat bieguny zamieniają się miejscami). Nie ma także żadnych dowodów na związek zachodzących zmian na Słońcu i przebiegunowania Ziemi. Ostatnie przebiegunowanie Ziemi odbyło się ok. 740 000 lat temu, a nie – jak twierdzi Geryl – ok. 11 500 lat temu. NASA uznaje teorie oparte na interpretacji kalendarza Majów za fikcję, opartą m.in. na błędnej koncepcji kalendarza w ogóle: zadaniem tego ostatniego jest uporządkowanie naszej wiedzy o przeszłości, a nie przewidywanie przyszłości.

## Twórczość pisarska
- A new Space-Time Dimension, 1979.
- Proroctwo Oriona na rok 2012 (ang. The Orion Prophecy), Amber – książka opublikowana w 1998 roku w Belgii i Holandii, a następnie w 2001 roku przetłumaczona i wydana w USA, Polsce, Hiszpanii, Bułgarii i Portugalii.
- Światowy kataklizm w 2012 roku (ang. The World Cataclysm in 2012), Amber, 2005, ISBN 83-241-2431-4.
- Jak przeżyć kataklizm roku 2012 (ang. HOW TO SURVIVE 2012?), Amber, 2007, ISBN 83-241-2769-0.